# Teoria subjetiva do valor
A teoria subjetiva do valor(também chamada de teoria do valor subjetivo ou teoria do valor marginal) é uma teoria do valor que explica que o valor de um produto não está em si mesmo mas sim na mente de quem quer adquiri-lo. Isto é, o valor do produto não está relacionado com os produtos agregados ou trabalho realizado. A esta teoria opõe-se a teoria do valor-trabalho. O valor subjetivo é uma das teorias mais importantes da Escola Austríaca de Economia e da Economia Neoclássica. O valor só pode ser deduzido a priori.[carece de fontes?] Em última análise os produtos só têm valor porque as pessoas desejam estes produtos. Logo, quanto mais as pessoas querem esses produtos, maior será o valor em causa.
É importante notar que esta teoria também enfatiza a importância da quantidade disponível de um bem de forma inversamente proporcional à utilidade do mesmo. De forma que, quanto maior a quantidade disponível de um bem, menor será o valor que os indivíduos atribuem a ele.
Enquanto a versão desta teoria foi criada independentemente e quase em simultâneo e por William Stanley Jevons, Léon Walras e Carl Menger na segunda metade do século XIX, já tinha sido notificada na Idade Média e no Renascimento, mas sem ganhar aceitação unânime nessas épocas.
Alguns economistas clássicos como Jean-Baptiste Say também haviam produzido uma teoria do valor baseada na utilidade, que não foi aceita na época. Outros economistas como Nassau William Senior e Jeremy Bentham também produziram uma teoria de utilidade que, por sua vez, influenciou o economista William Stanley Jevons.

## Exemplo
Por hipótese, suponha-se uma loja de departamento que vende duas camisas. Ambas as camisas são feitas do mesmo material, segundo o mesmo processo de produção que demorou o mesmo tempo de trabalho, sendo feitas pela mesma empresa. No fim, elas têm o mesmo custo de produção. Porém uma está estampada com um padrão axadrezado e a outra camisa está estampada com listras. Há uma recente moda de camisas xadrez, aumentando a demanda por essa estampa. Então os consumidores atraídos pela moda pagam mais pela camisa xadrez do que a camisa listrada, mesmo sendo idênticas fisicamente.

## A Teoria do Valor-trabalho
A Teoria do Valor-trabalho propõe a quantidade de trabalho empregada em um determinado produto como a causa de seu valor de troca.
Adam Smith a desenvolveu em sua obra A Riqueza das Nações, considerada como a obra fundadora da economia clássica.
O valor real de cada coisa, para a pessoa que a adquiriu e deseja vendê-la ou trocá-la por qualquer outra coisa, é o trabalho e o incômodo que a pessoa pode poupar a si mesma e pode impor a outros. O que é comprado com dinheiro ou com bens, é adquirido pelo trabalho, tanto quanto aquilo que adquirimos com o nosso próprio trabalho.— Adam Smith, A Riqueza das Nações, 1776
Porém, Adam Smith implicou uma limitação à essa teoria. De acordo com ele, nem sempre seria possível aplicar a quantidade original de trabalho empregado como uma medida totalmente objetiva a respeito do valor real de uma mercadoria.
Entretanto, embora o trabalho seja a medida real do valor de troca de todas as mercadorias, não é essa a medida pela qual geralmente se avalia o valor das mercadorias. Muitas vezes é difícil determinar com certeza a proporção entre duas quantidades diferentes de trabalho.
Não será sempre só o tempo gasto em dois tipos diferentes de trabalho que determinará essa proporção. Deve-se levar em conta também os graus diferentes de dificuldade e de engenho empregados nos respectivos trabalhos.— Adam Smith, A Riqueza das Nações, 1776
Em seu livro "Princípios de Economia Política e Tributação", David Ricardo apresenta uma análise a respeito do valor das mercadorias. Rejeitando a utilidade como causa do valor, ele chega à conclusão de que as medidas para o valor seriam a quantidade de trabalho socialmente necessária empregada em um produto e/ou de sua escassez
Através das teorias elaboradas por economistas clássicos, o famoso economista socialista Karl Marx desenvolveria uma própria teoria do valor baseada no trabalho empregado às mercadorias. Dessa forma, ele também desenvolveria a sua teoria da Mais-Valia, com o propósito de oferecer uma explicação objetiva a respeito da exploração do proletariado sob o capitalismo.
Vale lembrar que a teoria do valor-trabalho de Karl Marx não implica exatamente a quantidade de trabalho empregada, mas sim a "quantidade de trabalho socialmente necessária(em uma certa época, com uma certa tecnologia de produção e com certas condições sociais) empregada em um determinado produto" como a causa do valor.
Poderia parecer que, se o valor de uma mercadoria é determinado pela quantidade de trabalho posto na sua produção, quanto mais desajeitado se for, mais valiosa se torna a mercadoria, porque é maior o tempo de trabalho requerido para acabar a mercadoria. Isso seria, no entanto, um erro lamentável. Recordar-vos-eis que usei a expressão “trabalho social”, e são muitos os aspectos envolvidos nessa qualificação de “social”. Ao dizer que o valor de uma mercadoria é determinado pela quantidade de trabalho aplicado ou cristalizado nela, significamos a quantidade de trabalho necessário para a sua produção em um dado estado da sociedade, em certas condições sociais médias de produção, com uma dada intensidade social média e habilidade média do trabalho empregado.— Karl Marx, Salário, Preço e Lucro, 1865
Mais tarde, as análises de Adam Smith e David Ricardo seriam rebatidas e criticadas pelos marginalistas, em especial Carl Menger e Leon Walras.
Tanto a teoria do valor-trabalho quanto a teoria da mais-valia de Karl Marx seriam rebatidas e criticadas por Eugen von Bohm-Bawerk.

## Paradoxo da água e do diamante
Não há nada de mais útil que a água, mas ela não pode quase nada comprar; dificilmente teria bens com os quais trocá-la. Um diamante, pelo contrario, quase não tem nenhum valor quanto ao seu uso, mas se encontrará frequentemente uma grande quantidade de outros bens com o qual trocá-lo.— Adam Smith, A Riqueza das Nações, 1776

O desenvolvimento da teoria subjetiva do valor foi parcialmente motivado pela necessidade de resolver o paradoxo do valor que intrigou muitos economistas clássicos como Adam Smith e John Law.  Essa teoria, também chamado como o paradoxo da água e do diamante, afirma que, embora a água seja mais essencial para a sobrevivência e forneça muito mais valor de utilidade, os diamantes são valorizados muito mais no mercado. Esse paradoxo surgiu quando o valor foi atribuído a coisas com a quantidade de trabalho que foi usado para a produção de um bem ou, alternativamente, para uma medida objetiva da utilidade de um bem. A teoria de que era a quantidade de mão-de-obra destinada a produzir um bem que determinava seu valor provou ser igualmente fútil, porque alguém poderia se deparar com a descoberta de um diamante em uma caminhada, por exemplo, que exigiria trabalho mínimo, mas ainda assim o diamante ainda pode ser valorizado mais que a água.
A teoria subjetiva do valor apresenta uma solução para resolver esse paradoxo ao perceber que o valor não é determinado pelos indivíduos que escolhem entre classes abstratas de bens, como toda a água do mundo versus todos os diamantes do mundo. Em vez disso, um indivíduo atuante é confrontado com a escolha entre quantidades definidas de bens, e a escolha feita por tal ator é determinada pelo bem que uma quantidade especifica satisfaz a maior preferência subjetiva classificada do indivíduo, ou o fim mais desejado. A água é muito abundante, portanto sua utilidade marginal não é tão alta, apesar de sua importante função em manter os organismos vivos.
O valor que um bem possui para um indivíduo é igual à importância que tem para ele aquela necessidade (ou necessidades) cujo atendimento depende da disponibilidade do bem em questão. [...] O valor de um diamante independe totalmente de ter sido ele encontrado por acaso ou ser o resultado de 1000 dias de trabalho em um garimpo.— Carl Menger, Principles of Economics (Princípios de Economia), 1871